# Ейнджъл Кели
Ейнджъл Кели (на английски: Angel Kelly) е артистичен псевдоним на американската порнографска актриса Памела Мор (Pamela Moore), родена на 7 декември 1962 г. в град Лансинг, Мичиган. Дебютира като актриса в порнографската индустрия през 1985 г., когато е на 23-годишна възраст. Заедно със Джени Пийпър и Хедър Хънтър е една от първите афроамериканки пробили в порно индустрията. През 2008 година е приета за член на AVN зала на славата.
Поставена е на 28-о място в класацията на списание „Комплекс“ – „Топ 50 на най-горещите чернокожи порнозвезди за всички времена“, публикувана през септември 2011 г.